# Mera (matematika)
Méra na množici je v matematični analizi sistematični način prireditve števila vsaki njeni ustrezni podmnožici, ki ga intuitivno tolmačimo kot njeno velikost. V tem smislu je mera posplošitev koncepta dolžine, ploščine in prostornine. Še posebej pomembna je Lebesguova mera na evklidskem prostoru, ki dodeli običajno dolžino, ploščino in prostornino evklidske geometrije ustreznim podmnožicam n-razsežnega evklidskega prostora {\displaystyle \mathbb {R} ^{n}\,}. Lebesguova mera {\displaystyle \mu _{\rm {L}}\,} enotskega intervala [0,1] realnih števil je npr. njegova dolžina v vsakodnevnem smislu besede in je enaka 1, kar zapišemo kot:
{\displaystyle \mu _{\rm {L}}([0,1])=1\!\,.}
Tehnično je mera funkcija (preslikava) {\displaystyle \mu \,}, ki (določenim) podmnožicam množice X priredi nenegativno realno število ali +∞. Mera prazne množice mora biti 0, funkcija pa mora biti (števno) aditivna: mera »velike« podmnožice, ki jo lahko razstavimo na končno (ali števno) število 'manjših' nepovezanih podmnožic, je vsota mer »manjših« podmnožic. V splošnem, če želimo povezati združljivo velikost vsaki podmnožici dane množice, da pri tem veljajo drugi aksiomi mere, najdemo le trivialne primere kot je mera štetja. Ta problem so razrešili z definiranjem mere le na podzbirki vseh podmnožic, merljivih podmnožic, ki so nujne za tvorjenje algebre. To pomeni, da so števne unije, števni preseki in komplementi merljivih podmnožic merljivi. Nemerljive množice v evklidskem prostoru, na katerih Lebesguove mere ne moremo dosledno definirati, so gotovo zapletene v smislu, da so hudo pomešane s svojim komplementom. Njihov obstoj je netrivialna posledica aksioma izbire.
Vsaka definicija integrala na primer temelji na ustrezni meri. Riemannov integral temelji na Jordanovi meri, Lebesguov integral pa na Lebesguovi meri. Mere in njihovo uporabo pri integraciji raziskuje teorija mere. Teorijo mere so v zaporednih stopnjah med drugimi razvili Émile Borel, Henri Léon Lebesgue, Johann Radon, Maurice René Fréchet, Constantin Carathéodory, Luitzen Egbertus Jan Brouwer in Andrej Nikolajevič Kolmogorov v poznem 19. in zgodnjem 20. stoletju. Glavne uporabe mer so v osnovah Lebesguovega integrala, v aksiomatizaciji teorije verjetnosti Kolmogorova in ergodični teoriji. V teoriji integralov navedba mere omogoča definicijo integralov na prostorih, ki so splošnejši od podmožic evklidskega prostora. Integral glede na Lebesguovo mero na evklidskih prostorih je poleg tega splošnejši in ima bogatejšo teorijo kot njegov predhodnik, Riemannov integral. Teorija verjetnosti upošteva mere, ki priredijo celotni množici velikost 1, in obravnava merljive množice kot dogodke, katerih verjetnost je dana z mero. V ergodični teoriji so mere invariante dinamičnega sistema ali naravno izhajajo iz njega.

## Definicija
Naj je {\displaystyle X} (osnovna) množica in {\displaystyle {\mathcal {M}}} {\displaystyle \sigma }-algebra nad {\displaystyle X}. Funkcija (preslikava) {\displaystyle \mu } iz {\displaystyle {\mathcal {M}}} k razširjeni realni premici {\displaystyle \mu :{\mathcal {M}}\to [0,\infty ]\,} se imenuje mera, če zanjo veljajo naslednje značilnosti:
- Nenegativnost:

{\displaystyle \forall E\in {\mathcal {M}}:\mu \!\left(E\right)\geq 0}.
- Ničelna prazna množica:

{\displaystyle \mu \!\left(\varnothing \right)=0}.
- Števna aditivnost (ali {\displaystyle \sigma }-aditivnost): Za vse števne zbirke {\displaystyle \left\{E_{i}\right\}_{i\in I}} ali paroma disjunktne množice v {\displaystyle {\mathcal {M}}}:

{\displaystyle \mu {\Bigl (}\bigcup _{i\in I}E_{i}{\Bigr )}=\sum _{i\in I}\mu \!\left(E_{i}\right)}.
Zahtevamo lahko, da ima vsaj ena množica {\displaystyle E} končno mero. Potem ima ničelna množica takoj mero enako 0 zaradi števne aditivnosti, saj velja {\displaystyle \mu \!\left(E\right)=\mu \!\left(E\cup \varnothing \right)=\mu \!\left(E\right)+\mu \!\left(\varnothing \right)}, in tako {\displaystyle \mu \!\left(\varnothing \right)=\mu \!\left(E\right)-\mu \!\left(E\right)=0}.
Če veljata le drugi in tretji pogoj definicije mere, in, če {\displaystyle \mu } zavzame največ eno od vrednosti {\displaystyle \pm \infty }, se {\displaystyle \mu } imenuje predznačena mera.
Par {\displaystyle \left(X,{\mathcal {M}}\right)} se imenuje merljivi prostor, člani {\displaystyle {\mathcal {M}}} pa merljive množice. Če sta {\displaystyle \left(X,{\mathcal {M}}_{X}\right)} in {\displaystyle \left(Y,{\mathcal {M}}_{Y}\right)} dva merljiva prostora, se funkcija {\displaystyle f\colon X\to Y} imenuje merljiva, če je za vsako {\displaystyle Y}-merljivo množico {\displaystyle B\in {\mathcal {M}}_{Y}} inverzna slika {\displaystyle X}-merljiva: {\displaystyle f^{\left(-1\right)}\!\left(B\right)\in {\mathcal {M}}_{X}}. Kompozitum merljivih funkcij je merljiv, tako da so merljivi prostori in merljive funkcije kategorija z merljivimi prostori kot objekti in množico merljivih funkcij kot puščice.
Trojica {\displaystyle \left(X,{\mathcal {M}},\mu \right)} se imenuje merski prostor oziroma prostor z mero. Verjetnostna mera je mera s skupno mero enako 1: {\displaystyle \mu \!\left(X\right)=1}; verjetnostni prostor je mera z verjetnostno mero.
Za merske prostore, ki so tudi topološki prostori, lahko postavimo različne združljive pogoje za mero in topologijo. Večina mer, ki jih srečamo v praksi v analizi (in v mnogih primerih tudi v teoriji verjenosti) so Radonove mere. Radonove mere imajo alternativno definicijo v smislu linearnih funkcionalov na lokalno konveksnih prostorih zveznih funkcij s kompaktnim nosilcem. Takšen pristop je zavzel Bourbaki (2004) in več drugih virov.

## Značilnosti
Iz definicije števno aditivne mere lahko izpeljemo več drugih značilnosti.

### Monotonost
Mera {\displaystyle \mu \,} je monotona: če sta {\displaystyle E_{1}\,} in {\displaystyle E_{2}\,} merljivi množici, kjer je {\displaystyle E_{1}\subseteq E_{2}\,} ({\displaystyle E_{1},E_{2}\in {\mathcal {M}})\,}, potem velja:
{\displaystyle \mu (E_{1})\leq \mu (E_{2})\!\,.}

### Mere neskončnih unij merljivih množic
Mera {\displaystyle \mu \,} je števno subaditivna: če je {\displaystyle E_{1},E_{2},E_{3},\ldots \,} števno zaporedje množic v {\displaystyle {\mathcal {M}}\,}, ne nujno disjunktnih, potem velja:
{\displaystyle \mu \left(\bigcup _{i=1}^{\infty }E_{i}\right)\leq \sum _{i=1}^{\infty }\mu (E_{i})\!\,.}
Mera {\displaystyle \mu \,} je zvezna od spodaj (notranje zvezna): če so {\displaystyle E_{1},E_{2},E_{3},\ldots \,} merljive množice in je {\displaystyle E_{n}\,} podmnožica {\displaystyle E_{n+1}\,} za vse n, potem je unija množic {\displaystyle E_{n}\,} merljiva in velja:
{\displaystyle \mu \left(\bigcup _{i=1}^{\infty }E_{i}\right)=\lim _{i\to \infty }\mu (E_{i})\!\,.}

### Mere neskončnih presekov merljivih množic
Mera {\displaystyle \mu \,} je zvezna od zgoraj (zunanje zvezna): če so {\displaystyle E_{1},E_{2},E_{3},\ldots \,} merljive množice in je {\displaystyle E_{n+1}\,} podmnožica {\displaystyle E_{n}\,} za vse n, potem je presek množic {\displaystyle E_{n}\,} merljiv. Velja tudi, da, če ima vsaj ena množica od množic {\displaystyle E_{n}\,} končno mero, potem velja:
{\displaystyle \mu \left(\bigcap _{i=1}^{\infty }E_{i}\right)=\lim _{i\to \infty }\mu (E_{i})\!\,.}
Ta značilnost ne velja brez predpostavke, da ima vsaj ena množica od množic {\displaystyle E_{n}\,} končno mero. Naj je na primer za vsak {\displaystyle n\in \mathbb {N} \,}:
{\displaystyle E_{n}=[n,\infty )\subseteq {\textbf {R}}\!\,,}
ki imajo vse neskončno Lebesguovo mero, vendar je njihov presek prazen.

## Sigma-končne mere
Merski prostor {\displaystyle \left(X,{\mathcal {M}},\mu \right)\,} se imenuje končni, če je {\displaystyle \mu \,} končno realno število (in ne npr. ∞). Neničelne končne mere so analogne verjetnostnim meram v smislu, da je vsaka končna mera {\displaystyle \mu \,} sorazmerna z verjetnostno mero {\displaystyle {\frac {1}{\mu (X)}}\mu \,}. Mera {\displaystyle \mu \,} se imenuje σ-končna, če lahko množico X razstavimo na števno unijo merljivih množic s končno mero. Podobno ima množica v merskem prostoru σ-končno mero, če je števna unija množic s končno mero.
Množica realnih števil s standardno Lebesguovo mero je na primer σ-končna, ne pa tudi končna. Obstaja števno mnogo zaprtih intervalov [k,k+1] za vsa cela števila k in vsak ima mero 1, njihova unija je celotna realna premica. Mera štetja v množici realnih števil vsaki končni množici realnih števil priredi število točk v množici. Ta merski prostor ni σ-končen, ker vsaka množica s končno mero vsebuje le končno mnogo točk in bi za pokritje celotne realne premice potrebovali neštevno mnogo takšnih množic. σ-končni merski prostori imajo več priročnih značilnosti; σ-končnost lahko v tem oziru primerjamo z Lindelöfovo značilnostjo topoloških prostorov. Obravnavamo jih lahko tudi kot nedoločeno posplošitev zamisli, da ima lahko merski prostor 'neštevno mero'.

## Polnost
Merljiva množica X se imenuje ničelna množica, če je μ(X)=0. Podmožica ničelne množice se imenuje brezpomembna množica. Brezpomembna množica ni treba, da je merljiva; vsaka merljiva brezpomembna množica pa je tudi ničelna. Mera se imenuje polna, če je vsaka brezpomembna množica merljiva.
Mero lahko razširimo na polno, če upoštevamo σ-algebro podmnožic Y, ki se od merljive množice X razlikujejo za brezpomembno množico, oziroma, da je simetrična razlika množic X in Y v ničelni množici. Mera μ(Y) je enaka μ(X).

## Aditivnost
Mere morajo biti števno aditivne. Ta pogoj je mogoče še ojačati na naslednji način. Naj za poljubno množico I in poljubno množico za nenegativni ri, {\displaystyle i\in I} velja:
{\displaystyle \sum _{i\in I}r_{i}=\sup \left\lbrace \sum _{i\in J}r_{i}:|J|<\aleph _{0},J\subseteq I\right\rbrace \!\,.}
Na ta način se definira vsota {\displaystyle r_{i}}, ki je supremum vseh končno mnogo vsot.
Mera {\displaystyle \mu } na {\displaystyle {\mathcal {M}}\,} je {\displaystyle \kappa }-aditivna, če za vsak {\displaystyle \lambda <\kappa } in vsako družino {\displaystyle X_{\alpha }}, {\displaystyle \alpha <\lambda } veljata pogoja:
1. {\displaystyle \bigcup _{\alpha \in \lambda }X_{\alpha }\in {\mathcal {M}}\!\,}
2. {\displaystyle \mu \left(\bigcup _{\alpha \in \lambda }X_{\alpha }\right)=\sum _{\alpha \in \lambda }\mu \left(X_{\alpha }\right)\!\,.}

Drugi pogoj je enakovreden izjavi, da je ideal ničelnih množic {\displaystyle \kappa }-poln.

## Zgledi
Nekatere pomembne mere so:
- mera štetja je definirana z μ(S) - število elemetov v S.
- Lebesguova mera na R je polna translacijsko-invariantna mera na σ-algebri, ki vsebuje intervale v R, da velja μL([0,1]) = 1. Vsaka druga mera s temi značilnostmi je razširitev Lebesguove mere.
- krožna kotna mera je invarianta pri zasuku, hiperbolična kotna mera pa je invarianta pri stiskalni preslikavi (hiperboličnem zasuku).
- Haarova mera za lokalno kompaktno topološko grupo je posplošitev Lebesguove mere (kakor tudi mere štetja in krožne kotne mere) in ima podobne izvirne značilnosti.
- Hausdorffova mera je posplošitev Lebesguove mere na množice z necelimi razsežnostmi, še posebej na fraktalne množice.
- za vsak verjetnostni prostor obstaja mera z vrednostjo enako 1 na celotnem prostoru (in zato z vsemi vrednostmi na enotskem intervalu [0,1]). Takšna mera se imenuje verjetnostna mera. Glej aksiomi Kolmogorova.
- Diracova mera δa (primerjaj porazdelitev delta) je dana z δa(S) = χS(a), kjer je χS karakteristična funkcija S. Diracova mera množice je 1, če vsebuje točko a, drugače pa je enaka 0.

Druge mere so še: Borelova mera, Jordanova mera, ergodična mera, Eulerjeva mera, gaussovska mera, Baireova mera, Radonova mera in Youngova mera.
V fiziki je zgled mere prostorska porazdelitev mase (glej npr. gravitacijski potencial), ali druga nenegativna ekstenzivna količina, ohranjena (za seznam glej ohranitveni zakon) ali neohranjena. Negativne vrednosti vodijo do predznačenih mer.
Liouvillova mera, znana tudi kot naravna prostorninska forma na simplektični mnogoterosti, je uporabna v klasični statistični in hamiltonski mehaniki.
Gibbsova mera se veliko rabi v teoriji verjetnosti in statistični mehaniki, kjer je velikokrat imenovana kanonična skupina.

## Nemerljive množice
V aksiomu izbire naslednja izjava velja za resnično: vse podmnožice evklidskega prostora niso merljive po Lebesguu; zgledi takšnih množic so Vitalijeva množica in nemerljive množice, ki jih zahtevata Hausdorffov paradoks in paradoks Banacha-Tarskega.

## Posplošitve
Za določene namene je uporabno imeti »mero«, katere vrednosti niso omejene na nenegativna realna števila ali neskončnost. Števno aditivna funkcija množice z vrednostmi v (predznačenih) realnih številih se na primer imenuje predznačena mera, takšna funkcija z vrednostmi v kompleksnih številih pa se imenuje kompleksna mera. Veliko so raziskovali mere, ki imajo vrednosti v Banachovih prostorih. Mera, ki ima vrednosti v množici sebiadjungiranih projekcij na Hilbertovem prostoru, se imuje (hermitska) spektralna mera. Rabi se v funkcionalni analizi za spektralni izrek.
Kadar je treba običajne mere z nenegativnimi vrednostmi razlikovati od posplošitev, se rabi izraz pozitivna mera. Pozitivne mere so zaprte znotraj konične kombinacije ne pa tudi splošne linearne kombinacije; predznačene mere so linearno zaprtje pozitivnih mer.
Druga posplošitev je končno aditivna mera, ki se včasih imenuje vsebina (content). To je enako kot mera s tem, da se namesto števne aditivnosti zahteva le končna aditivnost. Zgodovinsko se je rabila najprej ta definicija. Izkaže se, da so končno aditivne mere povezane s pojmi, kot so: Banachove limite, dual prostora L∞ in Stone-Čechova kompaktifikacija. Vsi so na takšen ali drugačen način povezani z aksiomom izbire.
Naboj je posplošitev v obeh smereh - je končno aditivna, predznačena mera.